# 송산초등학교 (경기)
송산초등학교는 대한민국 경기도 화성시에 있는 공립 초등학교이다.

## 학교 연혁
- 1920년 11월 6일 송산공립보통학교 개교(설립인가 5월 8일, 4년제 2학급)
- 1938년 4월 1일 송산공립심상소학교 개칭
- 1941년 4월 1일 송산공립국민학교 개칭
- 1983년 3월 1일 특수학급 설치
- 1989년 1월 18일 컴퓨터 교육시설 설치
- 1996년 3월 1일 송산초등학교로 교명 변경
- 2001년 9월 30일 본관 동편 2교실 증축
- 2005년 5월 10일 다목적실, 식당, 조리실, (특별교실:개나리반)(5개) 증축
- 2006년 6월 5일 교문 개축 공사

## 참고 자료
- 송산초등학교 - 한국교육학술정보원 학교알리미